# چچم چندساله
چچم چندساله (نام علمی: Lolium perenne) نام یک گونه از سرده چچم است.

## نگارخانه

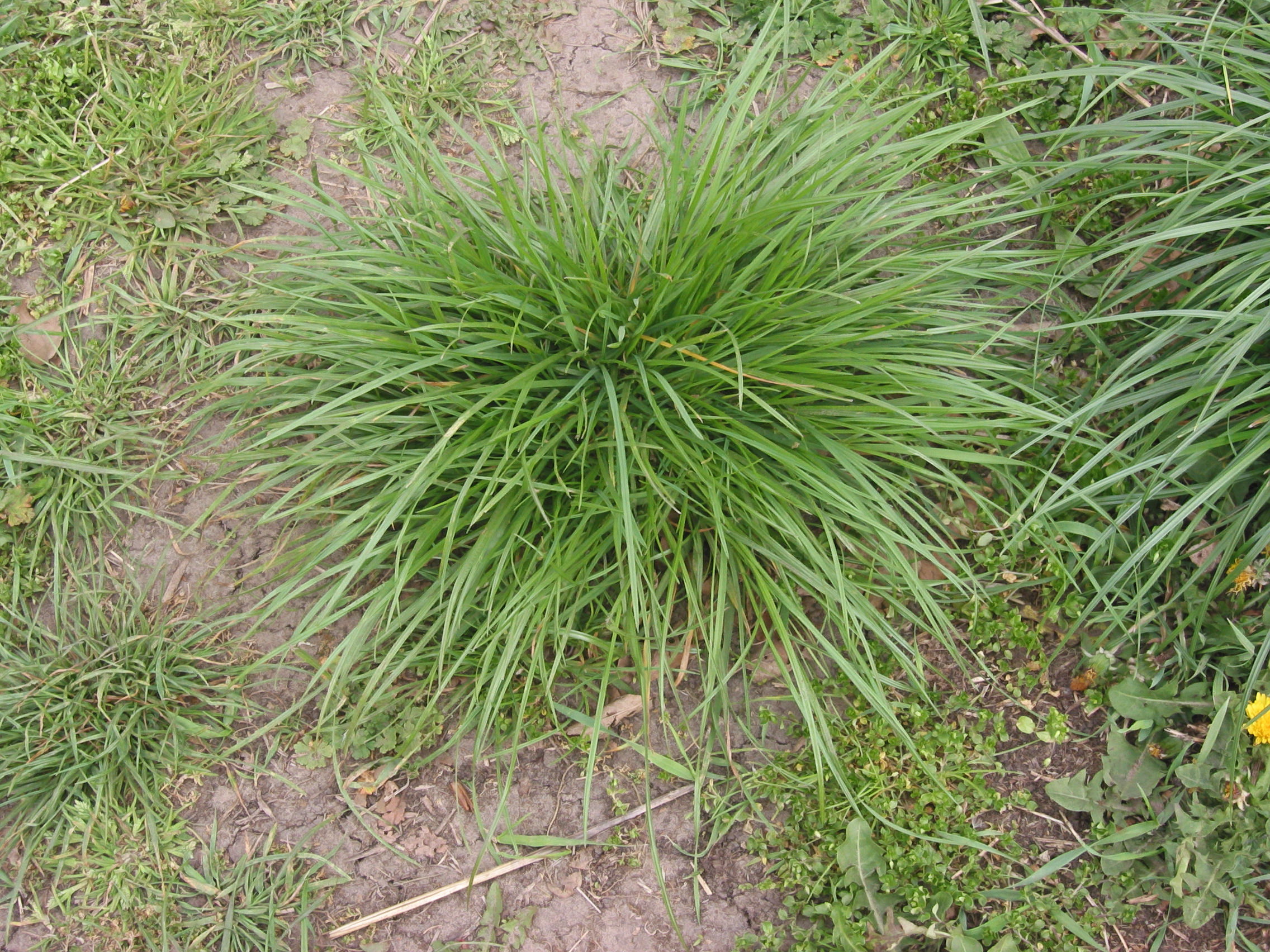
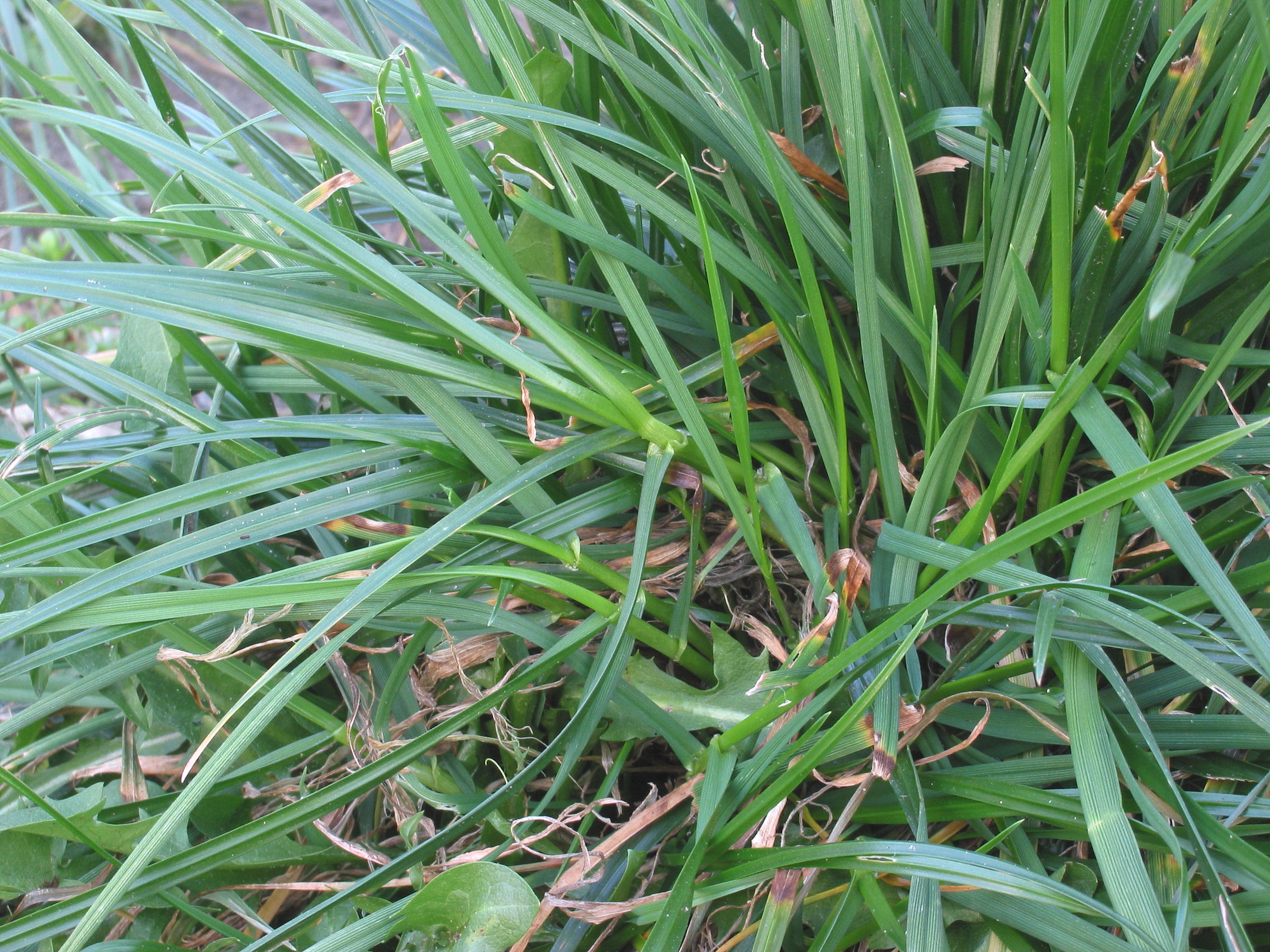
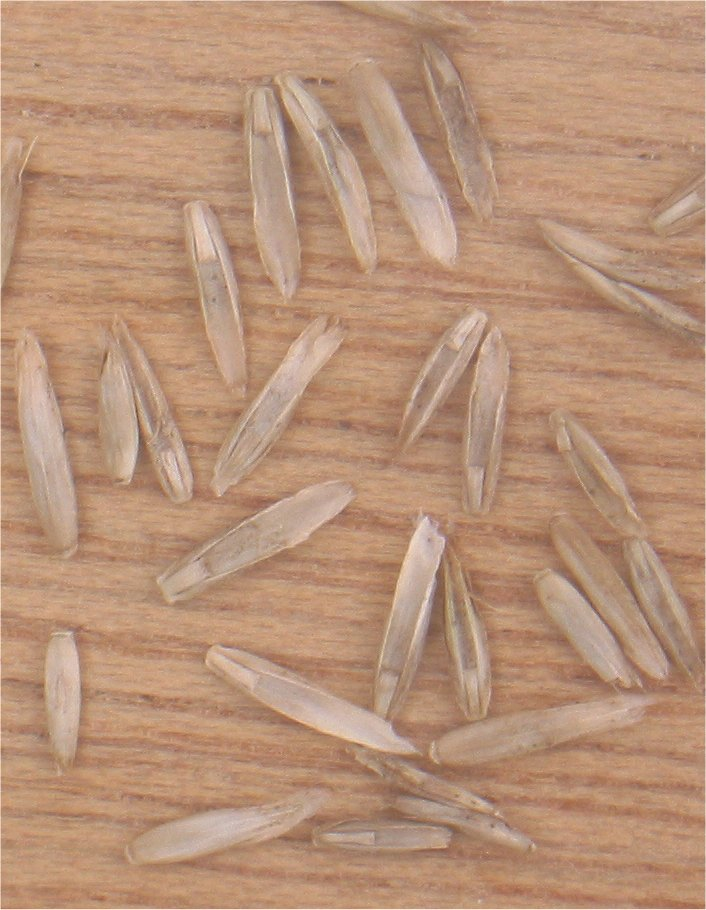